# Vernashen, Vayots Dzor
Vernashen là một đô thị thuộc tỉnh Vayots Dzor, Armenia. Dân số ước tính năm 2011 là 1329 người.